# Pagodulinae
Pagodulinae is een onderfamilie van weekdieren uit de klasse van de Gastropoda (slakken).

## Geslachten
- Axymene Finlay, 1926
- Comptella Finlay, 1926
- Enixotrophon Iredale, 1929
- Lenitrophon Finlay, 1926
- Pagodula Monterosato, 1884
- Paratrophon Finlay, 1926
- Peritrophon Marwick, 1931 †
- Terefundus Finlay, 1926
- Trophonella Harasewych & Pastorino, 2010
- Trophonopsis Bucquoy & Dautzenberg, 1882
- Vesanula Finlay, 1926 †
- Xymene Iredale, 1915
- Xymenella Finlay, 1926
- Xymenopsis Powell, 1951
- Zeatrophon Finlay, 1926